# 黃繼先
黃繼先（？—？），中國清朝官員，本籍中國安徽。舉人出身。

## 生平
黃繼先於1788年（乾隆53年）接替方維憲，於台灣擔任台灣府台灣縣知縣。管轄約今台灣南部之嘉義縣、嘉義市、台南縣、市全境及高雄縣部份區域。該區域面積約為4500平方公里，也是清治時期台灣島之漢人集中地所在。